# P.C.-Hooft-Preis
Der P.C.-Hooft-Preis (nl. P.C. Hooft-prijs) ist ein niederländischer Literaturpreis, der seit 1947 vergeben wird. Die Auszeichnung ist nach dem Dichter, Historiker und Dramatiker Pieter Corneliszoon Hooft (1581–1647) benannt, dessen 300. Todestages 1947 gedacht wurde. Bis 1955 wurde der Preis für ein bestimmtes Werk vergeben, seither wird damit das Gesamtwerk des Preisträgers ausgezeichnet.
Ursprünglich war der P.C.-Hooft-Preis ein Staatspreis. Als 1984 Hugo Brandt Corstius für den Preis vorgeschlagen wurde, weigerte sich der damalige Minister für Bildung, Kultur und Wissenschaft, Elco Brinkman, den Preis an Brandt Corstius zu überreichen, da dieser sich Brinkman zufolge unpassend über die Regierung geäußert hatte. Die Jury für den P.C.-Hooft-Preis 1985, die zu dem Zeitpunkt schon benannt war, trat daraufhin zurück und der Preis wurde zwei Jahre lang nicht vergeben. 1987 wurde eine unabhängige Stiftung gegründet, die Stichting P.C. Hooft-prijs voor Letterkunde, die seitdem den Preis vergibt.
Mit dem Preis ist ein Preisgeld von 60.000 € verbunden (Stand 2024).

## Preisträger

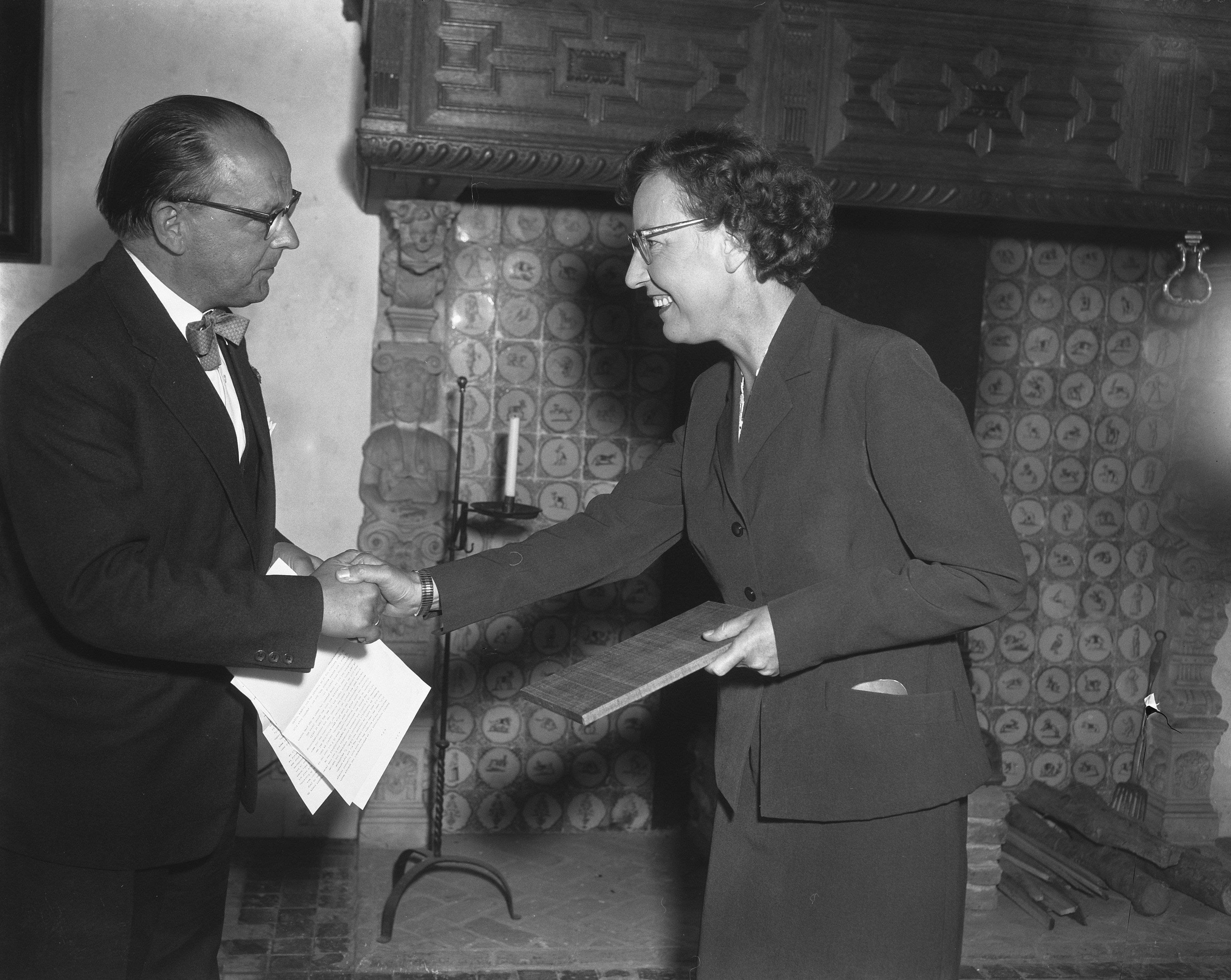
Anna Blaman (1956)

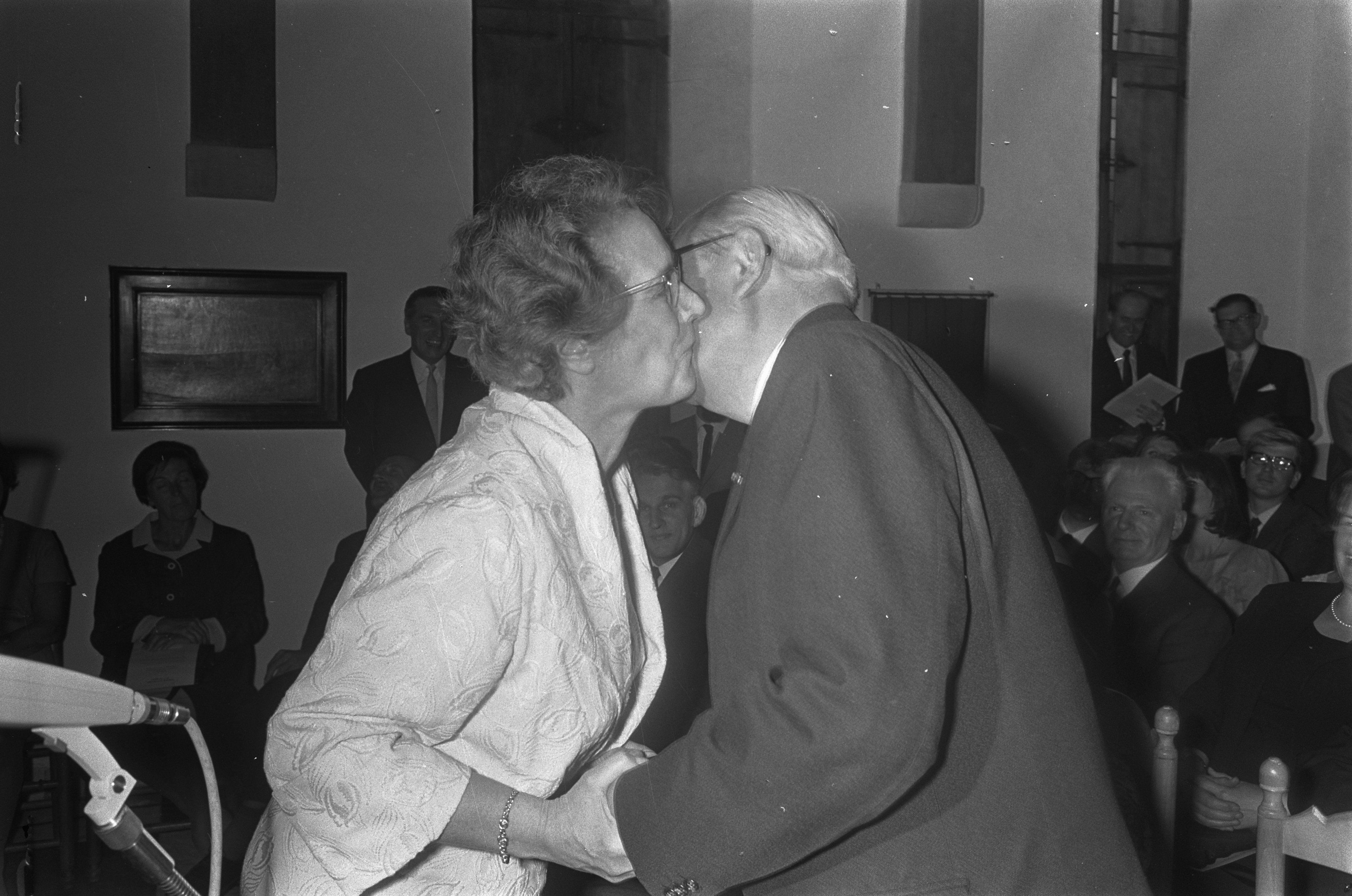
Anton van Duinkerken (1966)

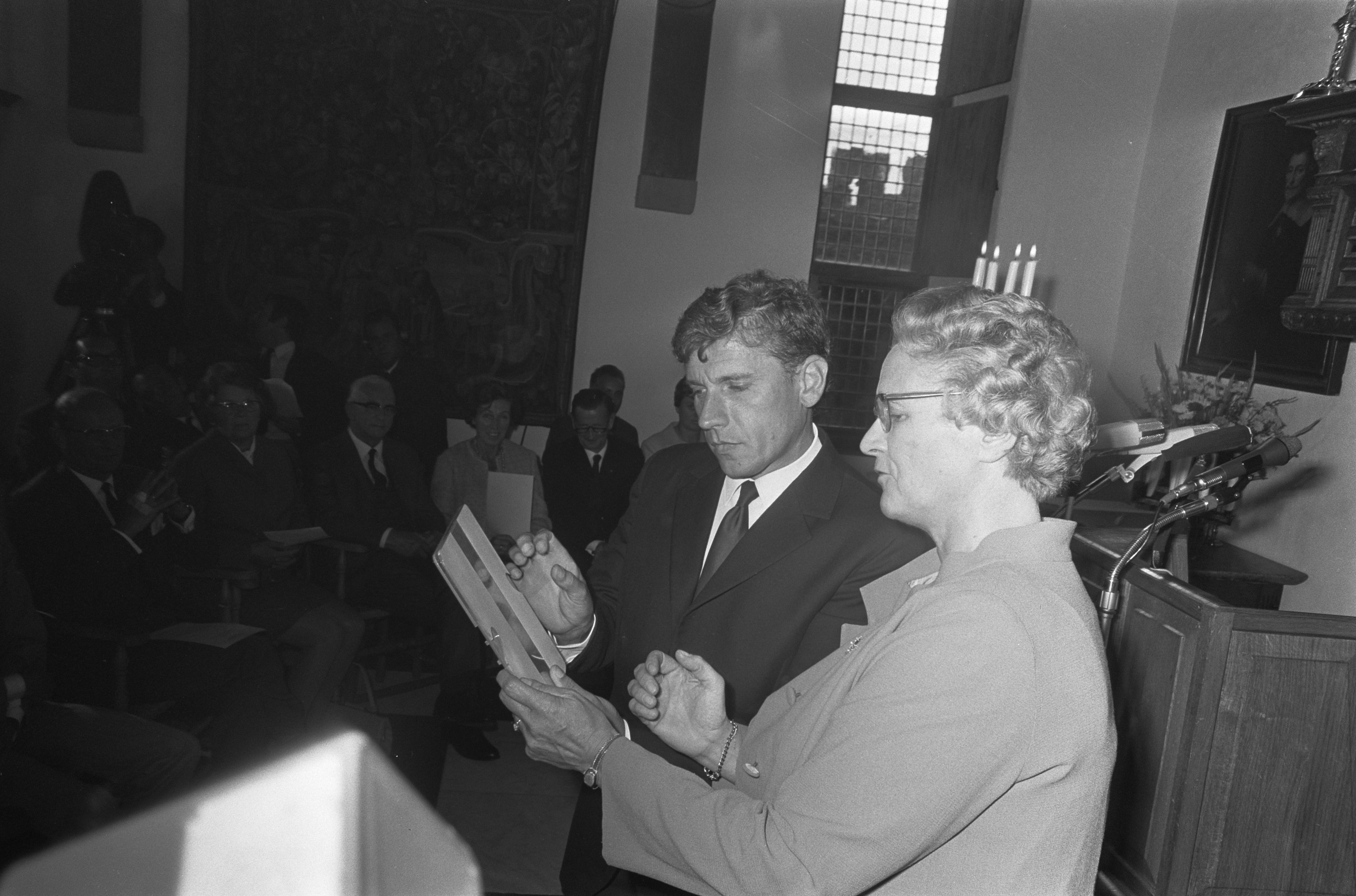
Gerard Reve (1968)

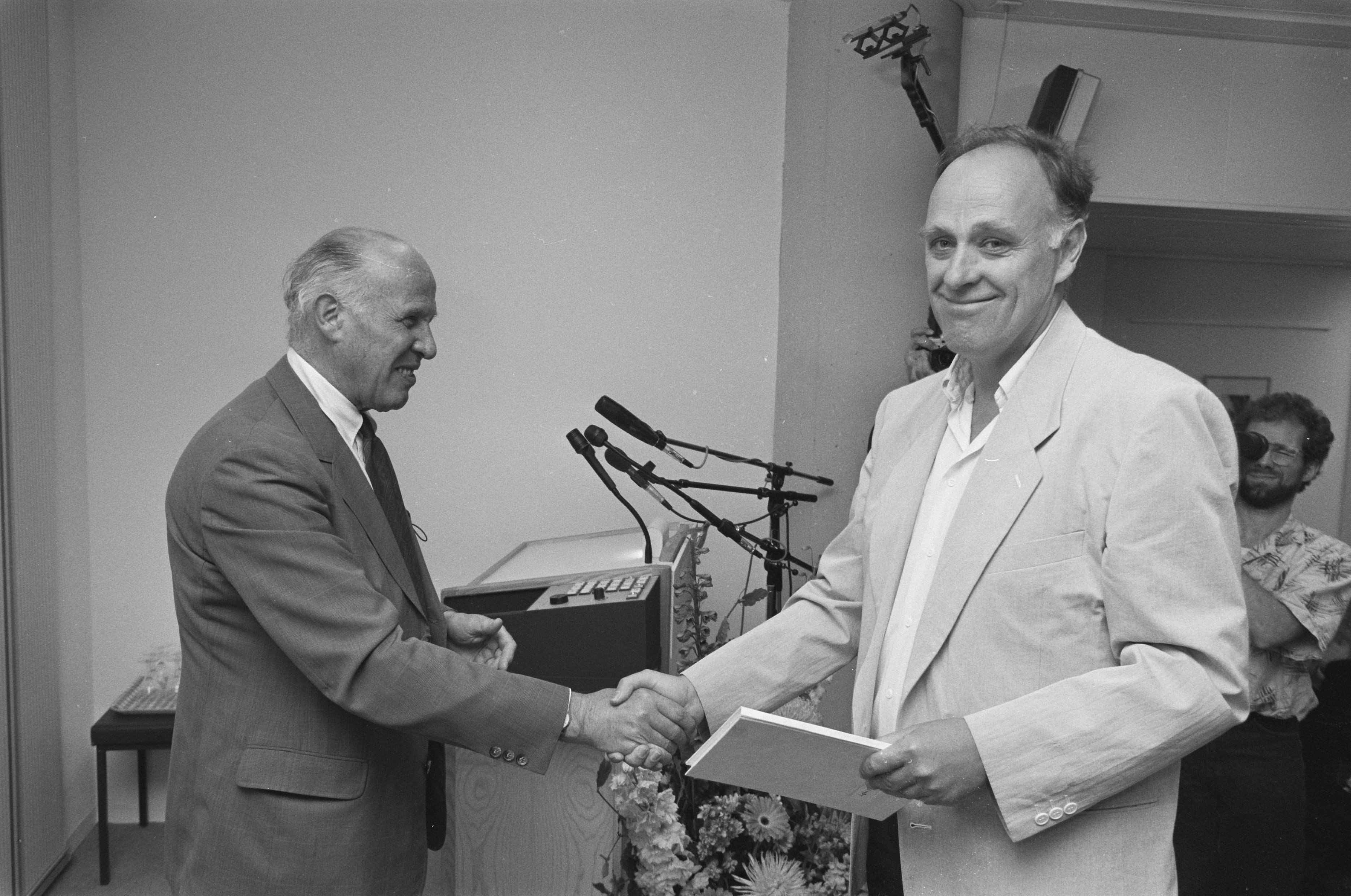
Hugo Brandt Corstius (1987)

- 1947: Amoene van Haersolte für Sophia in de Koestraat und Arthur van Schendel für Das alte Haus (Het oude huis)
- 1948: Bram Hammacher für Eduard Karsen en zijn vader Kaspar
- 1949: Gerrit Achterberg für En Jezus schreef in ’t zand
- 1950: Simon Vestdijk für Die Feueranbeter (De vuuraanbidders)
- 1951: Eduard Jan Dijksterhuis für Die Mechanisierung des Weltbildes (De mechanisering van het wereldbeeld)
- 1952: J.C. Bloem für Avond
- 1953: Ferdinand Bordewijk für De doopvont und Studiën in de volksstructuur
- 1954: Lodewijk Rogier für drei Kapitel aus In vrijheid herboren. Katholiek Nederland, 1853–1953
- 1955: Adriaan Roland Holst für Late telgen
- 1956: Anna Blaman
- 1957: Pieter Geyl
- 1958: Pierre Kemp
- 1959: nicht vergeben
- 1960: Victor E. van Vriesland
- 1961: H.W.J.M. Keuls
- 1962: Theun de Vries
- 1963: Frits van der Meer
- 1964: Leo Vroman
- 1965: nicht vergeben
- 1966: Anton van Duinkerken
- 1967: Lucebert
- 1968: Gerard Reve
- 1969: nicht vergeben
- 1970: Gerrit Kouwenaar
- 1971: Willem Frederik Hermans, der den Preis nicht annahm
- 1972: Abel Jacob Herzberg
- 1973: Hendrik de Vries
- 1974: Simon Carmiggelt
- 1975: Rudy Kousbroek
- 1976: Remco Campert
- 1977: Harry Mulisch
- 1978: Cornelis Verhoeven
- 1979: Ida Gerhardt
- 1980: Willem Brakman
- 1981: Karel van het Reve
- 1982: M. Vasalis
- 1983: Hella Haasse
- 1984–1986: nicht vergeben
- 1987: Hugo Brandt Corstius
- 1988: Rutger Kopland
- 1989: Jan Wolkers, der den Preis nicht annahm
- 1990: Kees Fens
- 1991: Elisabeth Eybers
- 1992: Anton Koolhaas
- 1993: Gerrit Komrij
- 1994: J. Bernlef
- 1995: Albert Alberts
- 1996: K. Schippers
- 1997: Judith Herzberg
- 1998: F.B. Hotz
- 1999: Arthur Lehning
- 2000: Eva Gerlach
- 2001: Gerrit Krol
- 2002: Samuel Dresden
- 2003: H.H. ter Balkt
- 2004: Cees Nooteboom
- 2005: Frédéric L. Bastet
- 2006: H.C. ten Berge
- 2007: Maarten Biesheuvel
- 2008: Abram de Swaan
- 2009: Hans Verhagen
- 2010: Charlotte Mutsaers
- 2011: Henk Hofland
- 2012: Tonnus Oosterhoff
- 2013: A.F.Th. van der Heijden
- 2014: Willem Jan Otten
- 2015: Anneke Brassinga (Poesie)[1]
- 2016: Astrid Roemer (erzählende Prosa)[2]
- 2017: Bas Heijne (Essayistik)
- 2018: Nachoem Wijnberg (Poesie)
- 2019: Marga Minco (erzählende Prosa)
- 2020: Maxim Februari (Essayistik)
- 2021: Alfred Schaffer (Poesie)
- 2022: Arnon Grunberg (erzählende Prosa)
- 2023: Tijs Goldschmidt (Essayistik)
- 2024: Astrid Lampe (Poesie)
- 2025: Maarten ’t Hart (erzählende Prosa)